# Margaret Neilson Armstrong
Margaret Neilson Armstrong (1867–1944) est une illustratrice et autrice américaine. Ses créations les plus connues sont ses illustrations de couvertures de livres inspirées de l'Art nouveau. Elle est également l'autrice du premier guide exhaustif des fleurs sauvages de l'Ouest américain, Field Book of Western Wild Flowers (1915), de deux biographies populaires et de trois romans policiers.

## Biographie

### Famille
Margaret Neilson Armstrong naît le 24 septembre 1867 à New York City. Elle est la fille du diplomate américain et vitrailliste David Maitland Armstrong, et de son épouse Helen Neilson. Celle-ci est une descendante de Peter Stuyvesant, dernier directeur néerlandais de Nouvelle-Néerlande, et la nièce du politicien américain Hamilton Fish,.
Le couple a six enfants, dont la vitrailliste Helen Maitland Armstrong (1869–1948), et Hamilton Fish Armstrong, rédacteur en chef du magazine Foreign Affairs.

### Carrière
Margaret commence sa carrière d'illustratrice à la fin des années 1880, par des commissions pour les éditions Scribner et pour A. C. McClurg (en), avant de diversifier sa clientèle. Elle conçoit plus de 314 couvertures de livres et de reliures, dont plus de la moitié sont pour les éditions Scribner,. Son travail est progressivement influencé par l'Art nouveau, et les motifs végétaux entrelacés, couleurs vives, dorures et compositions asymétriques dynamiques se multiplient dans ses œuvres,.
|                                                    |
| Mary Raymond Shipman Andrews, The Militants, 1907. |

|                                             |
| Elisabeth Luther Cary, The Rossettis, 1900. |

|                                        |
| Henry van Dyke, The Blue Flower, 1902. |

Elle réalise la couverture de nombreuses publications, notamment pour Frances Hodgson Burnett, Florence L. Barclay, George Washington Cable, Charles Dickens, Paul Laurence Dunbar, Robert Louis Stevenson, Henry van Dyke, et Myrtle Reed. Son travail lui vaut d'être appelée "la plus productive et la plus accomplie des illustratrices de couverture de livres américaines des années 1890 et du début des années 1900"(« The most productive and accomplished American book designer of the 1890s and early 1900s »). Son travail est souvent comparé à celui de sa contemporaine Alice Cordelia Morse.
À partir de 1895, elle commence à laisser son monogramme en couverture, un simple 'MA' en majuscules, le M débordant légèrement sur le A. Ses illustrations sont si populaires que des éditeurs embauchent des artistes capables d'imiter son style.
Margaret Armstrong met fin à sa carrière d'illustratrice autour de 1913, en raison du changement de goût du public, qui préfère désormais les jaquettes illustrées en couleur. Elle commence alors une carrière d'autrice.

### Contributions scientifiques et fin de vie

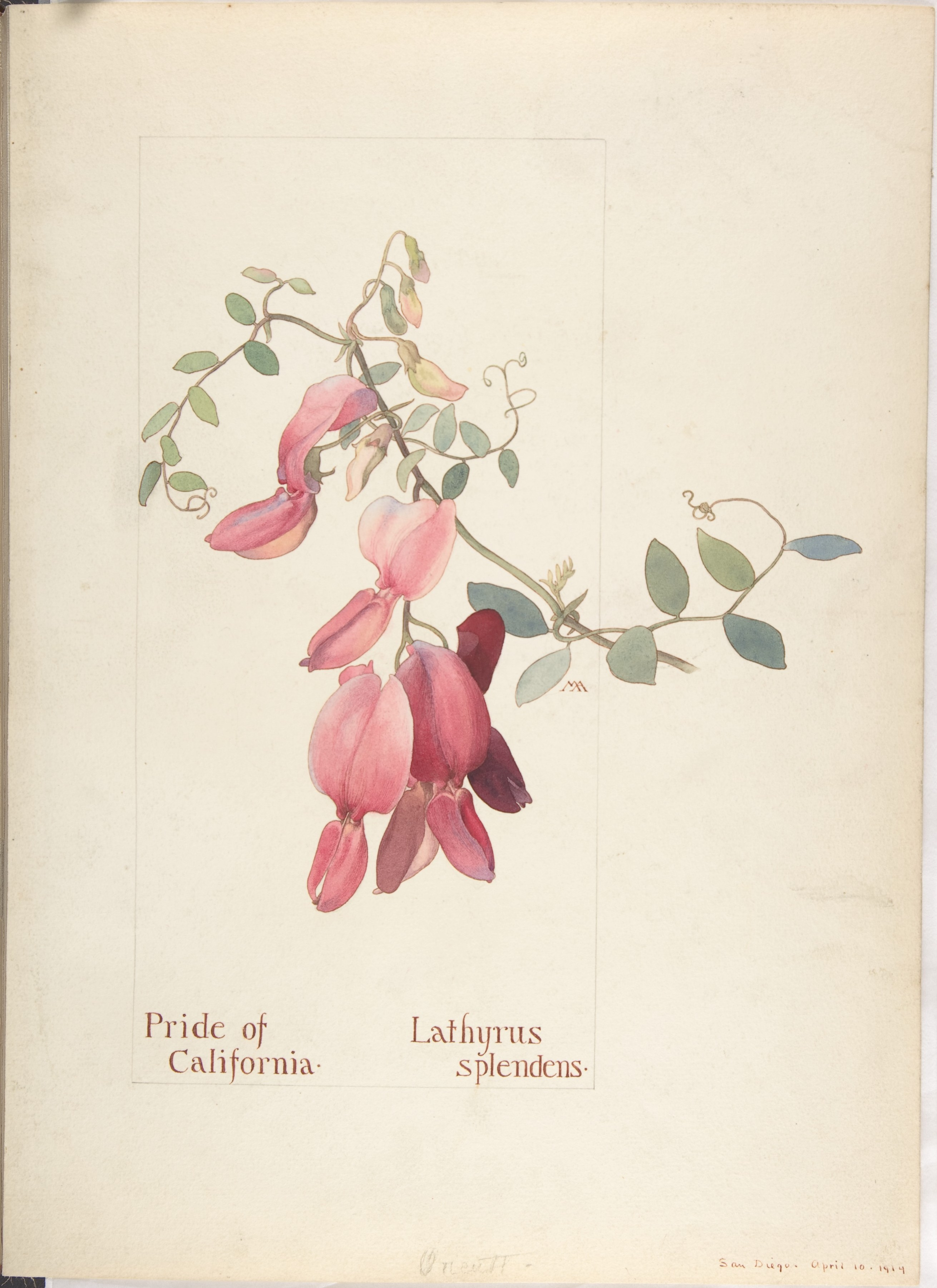
Pride California, Lathyrus Splendens, 1914. Illustration de Margaret Neilson Armstrong.

La passion de Margaret Armstrong pour les formes naturelles reflète son intérêt pour la botanique, et plus particulièrement pour les fleurs sauvages. Elle passe tous ses étés entre 1909 et 1914 à voyager et camper à travers l'Ouest américain et le Canada, et devient une des premières femmes à descendre dans le Grand Canyon. Elle y découvre plusieurs espèces de fleurs n'ayant pas encore été identifiées par des botanistes. Elle les présente et décrit, en plus de nombreuses autres spécimens, dans un livre qu'elle publie en 1915, Field Book of Western Wild Flowers. Avec ses 550 illustrations (dont 48 en couleur), son ouvrage devient le premier guide exhaustif sur la question.
Dans les années 1940, elle rédige trois romans policiers bien reçus par la critique : Murder in Stained Glass (1939), The Man with No Face (1940), et The Blue Santo Murder Mystery (1941), ainsi que deux biographies : Fanny Kemble: A Passionate Victorian (sur la vie de Fanny Kemble, poète, actrice et militante antiesclavagiste) et Trelawny: A Man's Life (1940) (sur l'aventurier Edward John Trelawny).
Margaret Armstrong meurt à New York City en 1944.

## Collections et expositions
Des collections de ses livres peuvent être trouvées au Metropolitan Museum of Art, à la Bibliothèque du Congrès, et à la bibliothèque de l'université de Virginie-Occidentale.
Son travail a fait l'objet d'expositions posthumes à la Thomas J. Watson Library du Metropolitan Museum of Art,, à l'université de Virginie Occidentale et à la New York Society Library.
Ses recherches botaniques sont présentes dans les collections du Metropolitan Museum of Art', ainsi que dans celles du Jardin botanique de New York,.

## Ouvrages
- Field Book of Western Wild Flowers (1915)
- Five Generations (1930)
- Fanny Kemble: A Passionate Victorian (1938)
- Murder in Stained Glass (1939)
- Trelawny: A Man's Life (1940)
- The Man With No Face (1940)
- The Blue Santo Murder Mystery (1941)